# Блистовська волость
Блистовська волость — історична адміністративно-територіальна одиниця Сосницького повіту Чернігівської губернії з центром у селі Блистова.
Станом на 1885 рік складалася з 15 поселень, 8 сільських громад. Населення — 6535 осіб (3233 чоловічої статі та 3302 — жіночої), 1059 дворових господарств.
|                     | Площа, десятин | У тому числі орної, дес. |
| ------------------- | -------------- | ------------------------ |
| Сільських громад    | 7440           | 3529                     |
| Приватної власності | 4647           | 1564                     |
| Іншої власності     | 158            | 100                      |
| Загалом             | 12245          | 5193                     |

Основні поселення волості:
- Блистова — колишнє державне та власницьке село при річці Пулка за 41 версту від повітового міста, 2142 особи, 357 дворів, православна церква, 2 постоялих будинки, лавка, 2 маслобійних заводи.
- Бірківка — колишнє державне та власницьке село, 1000 осіб, 160 дворів, православна церква, постоялий будинок, маслобійний завод.
- Воловиця — колишнє державне та власницьке село при річці Десна, 1048 осіб, 153 двори, православна церква, 2 постоялих будинки, лавка.
- Ольгород — колишнє власницьке село, 79 осіб, 17 дворів, православна церква.
- Осьмаки — колишнє державне та власницьке містечко при річці Дягівка, 759 осіб, 116 дворів, православна церква, постоялий будинок.
- Ушня — колишнє державне та власницьке містечко при річці Десна, 1228 осіб, 218 дворів, православна церква, 2 постоялих будинків, лавка.

1899 року у волості налічувалось 11 сільських громад, населення зросло до 8700 осіб (4345 чоловічої статі та 4355 — жіночої).